# Liste des œuvres d'art de la Haute-Saône
Cet article vise à recenser les œuvres d'art dans l'espace public de la Haute-Saône, en France.

## Liste

### Sculptures
| Œuvre                                   | Auteur                                         | Commune             | Localisation                                                                    | Notes | Installation | Coordonnées                      | Illustration |
| --------------------------------------- | ---------------------------------------------- | ------------------- | ------------------------------------------------------------------------------- | --- | ------------ | -------------------------------- | --- |
| Monument Petitjean                      | À déterminer                                   | Champlitte          | Dans le cimetière de Neuvelle-lès-Champlitte                                    | Inscrit MH (1997). | 1872         | à géolocaliser                   | Image manquante |
| Buste du pasteur Georges David Durot    | Henri-Frédéric Iselin                          | Clairegoutte        | Sur la fontaine-lavoir de la cure                                               | L'original de 1880 est fondu en 1942, dans le cadre de la mobilisation des métaux non ferreux. | 1989         | à géolocaliser                   | Buste du pasteur Georges David Durot« Monument au Pasteur Georges David Durot à Clairegoutte », sur e-monumen                                                                          |
| Médaillon d'Henri-Frédéric Iselin       | Georges Iselin                                 | Clairegoutte        | À déterminer                                                                    | Représente Henri-Frédéric Iselin. | À déterminer | à géolocaliser                   | Médaillon d'Henri-Frédéric Iselin« Le statuaire Henri-Frédéric Iselin à Clairegoutte », sur À nos grands hommes                                                                        |
| Médaillon de Maurice Deloraine          | Pierre Lovy                                    | Clairegoutte        | Dans les jardins du temple protestant                                           | Représente Maurice Deloraine. | 1992         | à géolocaliser                   | Médaillon de Maurice Deloraine |
| Statue de Maurice Couyba                | Paul Niclausse                                 | Dampierre-sur-Salon | Intersection de la rue Chamarande et de la rue Louis Dornier                    | Représente Maurice Couyba. | 1934         | à géolocaliser                   | Statue de Maurice Couyba« Monument à Charles Couyba à Dampierre-sur-Salon », sur À nos grands hommes                                                                                   |
| Statue de Marie                         | À déterminer                                   | Dampierre-sur-Salon | À déterminer                                                                    | Représente Marie. | À déterminer | à géolocaliser                   | Statue de Marie |
| Buste de la République                  | À déterminer                                   | Dampierre-sur-Salon | Le Bosquet, en face de l'école                                                  | | 1908         | à géolocaliser                   | Image manquante |
| Buste de Charles Bontemps,              | À déterminer                                   | Jussey              | Rue Charles Bontemps                                                            | Représente Charles Bontemps. l'allégorie féminine devant le piédestal et le buste original en bronze sont fondus sous le régime de Vichy, dans le cadre de la mobilisation des métaux non ferreux. L'allégorie n'a pas été remplacée. | À déterminer | à géolocaliser                   | Buste de Charles Bontemps« Monument Charles Bontemps à Jussey », sur À nos grands hommes,« Monument à Charles Bontemps à Jussey », sur e-monumen                                       |
| Buste du docteur Pierre Joseph Desault, | Henri-Frédéric Iselin                          | Lure                | Avenue de la République                                                         | Représente Pierre Joseph Desault. L'original de 1876 est fondu en 1942, dans le cadre de la mobilisation des métaux non ferreux. | 1988         | à géolocaliser                   | Buste du docteur Pierre Joseph Desault« Monument au docteur Desault à Lure », sur À nos grands hommes,« Monument au docteur Desault à Lure », sur e-monumen                            |
| Médaillon de Jules Adler                | Paul Silvestre                                 | Luxeuil-les-Bains   | Dans le parc devant l'établissement thermal                                     | Représente Jules Adler. Érigé[Quand ?] place Saint-Pierre devant le musée Jules Adler, devenu tribunal d'Instance. | 1971         | à géolocaliser                   | Image manquante |
| Maternité                               | Georges Louis Guérard                          | Luxeuil-les-Bains   | À déterminer                                                                    | | 1957         | à géolocaliser                   | Image manquante |
| Statue de Saint Colomban                | Claude Grange                                  | Luxeuil-les-Bains   | À côté de la basilique Saint-Pierre                                             | Représente Colomban de Luxeuil. | À déterminer | 47° 49′ 01″ nord, 6° 22′ 53″ est | Statue de Saint Colomban |
| La Vouivre                              | Bernard Paul                                   | Noidans-le-Ferroux  | À déterminer                                                                    | Représente une vouivre. | À déterminer | à géolocaliser                   | Image manquante |
| Les Statues du troisième millénaire     | Jean Thiancourt                                | Port-sur-Saône      | À déterminer                                                                    | | À déterminer | à géolocaliser                   | Image manquante |
| Buste du docteur Jean-Claude Gevrey,    | Charles Gauthier                               | Vesoul              | Dans une niche, à l'intersection de la rue Paul-Morel et de la rue des Casernes | | 1890         | à géolocaliser                   | Buste du docteur Jean-Claude Gevrey« Monument au docteur Gevrey à Vesoul », sur À nos grands hommes,« Statue du docteur Gevrey à Vesoul », sur e-monumen (consulté le 4 octobre 2023). |
| Statue de l'archange Saint Michel       | Union artistique internationale de Vaucouleurs | Vesoul              | Sur la colline de la Motte                                                      | Représente Michel. | 1916         | à géolocaliser                   | Statue de l'archange Saint Michel« Statue de Saint-Michel, page 26 », sur www.vesoul.fr (consulté le 3 janvier 2013).                                                                  |
| Avocat allant plaider,                  | Pascal Coupot                                  | Vesoul              | Sur la place du palais de justice                                               | | 2006         | à géolocaliser                   | Image manquante |
| Buste de Paul Morel,                    | Henri Bouchard                                 | Vesoul              | Intersection de l'avenue Aristide Briand (RN 57) et de la rue Simone Veil       | Érigé dans le jardin anglais en 1935. | 2016         | à géolocaliser                   | Image manquante |
| Statue de Jeanne d'Arc                  | Henri Vauréal                                  | Vesoul              | Dans le jardin anglais                                                          | Représente Jeanne d'Arc. | À déterminer | à géolocaliser                   | Statue de Jeanne d'ArcVoir Vesoul, Haute-Saône p. 134 : de Dominique Guénot, 2004. |
| L'Élan du cheval                        | Bernard Jobin                                  | Vesoul              | Sur la place du commerce des Rêpes                                              | | 2008         | à géolocaliser                   | Image manquante |
| Buste de Jean-Léon Gérôme,              | Jean-Baptiste Carpeaux                         | Vesoul              | Devant l'escalier du collège Gérôme, rue de la Préfecture                       | Représente Jean-Léon Gérôme. Érigé devant l'hôtel de ville en 1913. | 1954         | à géolocaliser                   | Image manquante |

### Monuments aux morts
| Œuvre                                                               | Auteur                                 | Commune                        | Localisation                                                                | Notes | Installation | Coordonnées                      | Illustration |
| ------------------------------------------------------------------- | -------------------------------------- | ------------------------------ | --------------------------------------------------------------------------- | --- | ------------ | -------------------------------- | --- |
| Le Poilu victorieux (monument aux morts)                            | Copie d'après Eugène Bénet             | Aillevillers-et-Lyaumont       | À déterminer                                                                | | À déterminer | à géolocaliser                   | Le Poilu victorieux (monument aux morts) |
| La Victoire en chantant (monument aux morts)                        | Copie d'après Charles Édouard Richefeu | Ainvelle                       | À déterminer                                                                | | À déterminer | à géolocaliser                   | La Victoire en chantant (monument aux morts) |
| Le Poilu victorieux (monument aux morts)                            | Copie d'après Eugène Bénet             | Amance                         | À déterminer                                                                | | À déterminer | à géolocaliser                   | Image manquante |
| La Résistance (monument aux morts)                                  | Copie d'après Charles-Henri Pourquet   | Arc-lès-Gray                   | À déterminer                                                                | | À déterminer | à géolocaliser                   | Image manquante |
| Le Poilu victorieux (monument aux morts)                            | Copie d'après Eugène Bénet             | Autrey-lès-Gray                | À déterminer                                                                | | À déterminer | à géolocaliser                   | Image manquante |
| Monument aux morts                                                  | À déterminer                           | Belmont                        | À déterminer                                                                | | À déterminer | à géolocaliser                   | Monument aux morts |
| La Résistance (monument aux morts)                                  | Copie d'après Charles-Henri Pourquet   | Belverne                       | À déterminer                                                                | | À déterminer | à géolocaliser                   | La Résistance (monument aux morts) |
| Poilu écrasant l'aigle allemand (d) (monument aux morts)            | Copie d'après Charles-Henri Pourquet   | Brevilliers                    | À déterminer                                                                | | À déterminer | à géolocaliser                   | Poilu écrasant l'aigle allemand (d) (monument aux morts) |
| Le Poilu victorieux (monument aux morts)                            | Copie d'après Eugène Bénet             | Brussey                        | À déterminer                                                                | | À déterminer | à géolocaliser                   | Le Poilu victorieux (monument aux morts) |
| Le Poilu victorieux (monument aux morts)                            | Copie d'après Eugène Bénet             | Champlitte                     | À déterminer                                                                | | À déterminer | à géolocaliser                   | Image manquante |
| Monument aux morts                                                  | À déterminer                           | Champvans                      | À déterminer                                                                | | À déterminer | à géolocaliser                   | Monument aux morts |
| Monument aux morts                                                  | À déterminer                           | Coisevaux                      | À déterminer                                                                | | À déterminer | à géolocaliser                   | Monument aux morts |
| Poilu au repos (monument aux morts),                                | Copie d'après Étienne Camus            | Conflans-sur-Lanterne          | Sur la place du souvenir, entre la rue Victor Hugo et la rue de l'industrie | | À déterminer | à géolocaliser                   | Image manquante |
| Poilu au repos (monument aux morts)                                 | Copie d'après Étienne Camus            | Confracourt                    | À déterminer                                                                | | À déterminer | à géolocaliser                   | Image manquante |
| Monument aux morts                                                  | À déterminer                           | Corcelles                      | À déterminer                                                                | | À déterminer | à géolocaliser                   | Monument aux morts |
| Monument aux morts                                                  | À déterminer                           | Étobon                         | À déterminer                                                                | | À déterminer | à géolocaliser                   | Monument aux morts |
| La France Victorieuse (d) et Poilu mourant (d) (monument aux morts) | Copie d'après Jules Déchin             | Fontaine-lès-Luxeuil           | À déterminer                                                                | | À déterminer | à géolocaliser                   | La France Victorieuse (d) et Poilu mourant (d) (monument aux morts) |
| Poilu au repos (monument aux morts)                                 | Copie d'après Étienne Camus            | Froideconche                   | À déterminer                                                                | | À déterminer | à géolocaliser                   | Poilu au repos (monument aux morts) |
| Monument aux morts                                                  | À déterminer                           | Gouhenans                      | À déterminer                                                                | | À déterminer | à géolocaliser                   | Monument aux morts |
| Monument aux morts                                                  | À déterminer                           | Gray                           | À déterminer                                                                | | À déterminer | à géolocaliser                   | Monument aux morts |
| Monument aux morts                                                  | À déterminer                           | Héricourt                      | À déterminer                                                                | | À déterminer | à géolocaliser                   | Monument aux morts |
| Monument aux morts                                                  | À déterminer                           | Lomont                         | À déterminer                                                                | | À déterminer | à géolocaliser                   | Monument aux morts |
| Monument aux morts                                                  | À déterminer                           | Luxeuil-les-Bains              | Dans le cimetière                                                           | | À déterminer | à géolocaliser                   | Monument aux morts |
| Monument aux morts                                                  | Joseph Rivière                         | Luxeuil-les-Bains              | À déterminer                                                                | | À déterminer | à géolocaliser                   | Monument aux morts |
| Monument aux morts                                                  | À déterminer                           | Mailleroncourt-Charette        | À déterminer                                                                | | À déterminer | à géolocaliser                   | Monument aux morts |
| Le Poilu victorieux (monument aux morts)                            | Copie d'après Eugène Bénet             | Noidans-le-Ferroux             | À déterminer                                                                | | À déterminer | à géolocaliser                   | Le Poilu victorieux (monument aux morts) |
| Monument aux morts                                                  | À déterminer                           | Oyrières                       | À déterminer                                                                | | À déterminer | à géolocaliser                   | Monument aux morts |
| Le Poilu victorieux (monument aux morts)                            | Copie d'après Eugène Bénet             | Port-sur-Saône                 | À déterminer                                                                | | À déterminer | à géolocaliser                   | Le Poilu victorieux (monument aux morts) |
| Poilu écrasant l'aigle allemand (d) (monument aux morts)            | Copie d'après Charles-Henri Pourquet   | Pusey                          | Sur la place du général de Gaulle                                           | Érigé en 1923 devant le bâtiment républicain (mairie-école). En 1940, un officier allemand fait meuler les parties de l'aigle qui dépassaient du piédestal. | 2018         | à géolocaliser                   | Poilu écrasant l'aigle allemand (d) (monument aux morts)« Monument aux morts de 1914-1918, ou Poilu terrassant l'aigle germanique à Pusey », sur Revue de presse de l'Est républicain |
| Monument aux morts de 1914-1918                                     | À déterminer                           | Ronchamp                       | Dans le square du Souvenir français et de la Résistance                     | | À déterminer | à géolocaliser                   | Monument aux morts de 1914-1918 |
| La Victoire en chantant (monument aux morts)                        | Copie d'après Charles Édouard Richefeu | Saint-Bresson                  | Sur la place du Souvenir, près de la mairie                                 | | À déterminer | 47° 52′ 13″ nord, 6° 30′ 24″ est | Image manquante |
| Poilu étreignant le drapeau (monument aux morts)                    | Copie d'après Charles-Eugène Breton    | Saulnot                        | À déterminer                                                                | | À déterminer | à géolocaliser                   | Poilu étreignant le drapeau (monument aux morts) |
| On ne passe pas (d) (monument aux morts)                            | Copie d'après Eugène Piron             | Scey-sur-Saône-et-Saint-Albin  | À déterminer                                                                | | À déterminer | à géolocaliser                   | Image manquante |
| Poilu au repos (monument aux morts)                                 | Copie d'après Étienne Camus            | Ternuay-Melay-et-Saint-Hilaire | Rue de l'Ognon                                                              | | À déterminer | à géolocaliser                   | Poilu au repos (monument aux morts) |
| Monument aux morts                                                  | À déterminer                           | Venère                         | À déterminer                                                                | | À déterminer | à géolocaliser                   | Monument aux morts |
| Monument aux morts                                                  | À déterminer                           | Venisey                        | À déterminer                                                                | | À déterminer | à géolocaliser                   | Monument aux morts |
| Monument aux morts                                                  | À déterminer                           | Vesoul                         | Place des Allées                                                            | | À déterminer | à géolocaliser                   | Monument aux morts« Monument aux morts de la Place des Allées », sur www.petit-patrimoine.com (consulté le 7 janvier 2013).                                                           |
| Colonne commémorative des Mobiles de la Haute-Saône                 | À déterminer                           | Vesoul                         | Place de la République                                                      | | 1874         | à géolocaliser                   | Colonne commémorative des Mobiles de la Haute-Saône« Colonne commémorative des Mobiles de la Haute-Saône », sur www.petit-patrimoine.com (consulté le 2 décembre 2014).               |
| Plus jamais ça                                                      | Sonia Brissoni                         | Vesoul                         | Quai Yves-Barbier                                                           | | 1995         | 47° 37′ 10″ nord, 6° 09′ 14″ est | Plus jamais ça« Monument "Plus jamais ça" », sur www.petit-patrimoine.com (consulté le 2 décembre 2014).                                                                              |
| Monument de la Résistance haut-saônoise                             | À déterminer                           | Vesoul                         | Place du 11e Chasseurs                                                      | | 1954         | à géolocaliser                   | Monument de la Résistance haut-saônoise |
| Monument aux morts                                                  | À déterminer                           | Vezet                          | À déterminer                                                                | | À déterminer | à géolocaliser                   | Monument aux morts |
| Monument aux morts                                                  | À déterminer                           | Vyans-le-Val                   | À déterminer                                                                | | À déterminer | à géolocaliser                   | Monument aux morts |

### Cadrans solaires
| Œuvre                                   | Auteur                | Commune | Localisation               | Notes | Installation | Coordonnées    | Illustration    |
| --------------------------------------- | --------------------- | ------- | -------------------------- | ----- | ------------ | -------------- | --------------- |
| Cadran solaire du lycée Les Haberges    | Françoise Faure-Couty | Vesoul  | Rue Jean Georges-Girard    |       | 1992         | à géolocaliser | Image manquante |
| Cadran solaire de la maison Barberousse | À déterminer          | Vesoul  | Place du Palais de Justice |       | À déterminer | à géolocaliser | Image manquante |
| Cadran solaire du lycée Luxembourg      | À déterminer          | Vesoul  | Quai Yves-Barbier          |       | 2010         | à géolocaliser | Image manquante |

### Autres
| Œuvre                                           | Auteur               | Commune | Localisation           | Notes | Installation | Coordonnées    | Illustration |
| ----------------------------------------------- | -------------------- | ------- | ---------------------- | ----- | ------------ | -------------- | --- |
| Kiosque de la place des Allées                  | Fonderies Ed. Prénat | Vesoul  | Place des Allées       |       | 1912         | à géolocaliser | Kiosque de la place des Allées« Kiosque de la place des Allées », sur www.petit-patrimoine.com (consulté le 2 décembre 2014). |
| Trompe-l'œil de l'hôtel Lyautey de Genevreuille | À déterminer         | Vesoul  | Rue Salengro           |       | 1760         | à géolocaliser | Trompe-l'œil de l'hôtel Lyautey de Genevreuille                                                                               |
| Jets d'eau de la place Edwige-Feuillère         | À déterminer         | Vesoul  | Place Edwige-Feuillère |       | À déterminer | à géolocaliser | Jets d'eau de la place Edwige-Feuillère                                                                                       |
| Fresque de l'hôtel de ville                     | Albert Decaris       | Vesoul  | Rue Paul Morel         |       | 1937         | à géolocaliser | Image manquante |
| Puits                                           | À déterminer         | Vesoul  | Place du Grand-Puits   |       | À déterminer | à géolocaliser | Image manquante |

### Œuvres disparues ou retirées
| Œuvre                  | Auteur                         | Commune             | Localisation                                 | Notes | Installation | Coordonnées    | Illustration |
| ---------------------- | ------------------------------ | ------------------- | -------------------------------------------- | --- | ------------ | -------------- | --- |
| Buste d'Edmond Hézard, | À déterminer                   | Le Pont-de-Planches | Route de La Neuvelle-lès-la-Charité (RD 296) | Fondu sous le régime de Vichy, dans le cadre de la mobilisation des métaux non ferreux. Le piédestal reste vide.                                                                             | À déterminer | à géolocaliser | Buste d'Edmond Hézard« Monument à Edmond Hézard à Pont-de-Planches », sur À nos grands hommes,« Buste d'Edmond Hézard à Pont-de-Planches », sur e-monumen |
| Tanagra                | Copie d'après Jean-Léon Gérôme | Vesoul              | Dans la cour du musée Jean-Léon Gérôme       | Érigée en 1913 devant le piédestal du monument à Jean-Léon Gérôme, devant l'hôtel de ville. Retirée et placée sur le quai Baubier en 1954. Retirée et placée à l'intérieur du musée en 2001. | 1981         | à géolocaliser | Tanagra |